# Saskatoon Blades
Saskatoon Blades je kanadský juniorský klub ledního hokeje, který sídlí v Saskatoonu v provincii Saskatchewan. Od roku 1966 působí v juniorské soutěži Western Hockey League. Před vstupem do WHL působil v soutěži Saskatchewan Junior Hockey League. Své domácí zápasy odehrává v hale SaskTel Centre s kapacitou 15 100 diváků. Klubové barvy jsou královská modř a zlatá.
Nejznámější hráči, kteří prošli týmem, byli např.: Martin Erat, Mike Green, Bryan Trottier, Braden Holtby, Bernie Federko, Wendel Clark, Brayden Schenn, Richard Matvichuk, Brent Sopel nebo Todd McLellan.

## Přehled ligové účasti
Zdroj: 
- 1964–1966: Saskatchewan Junior Hockey League
- 1966–1967: Canadian Major Junior Hockey League
- 1967–1968: Western Canada Junior Hockey League
- 1968–1978: Western Canada Hockey League (Východní divize)
- 1978– : Western Hockey League (Východní divize)